# Apamea satina
Apamea satina là một loài bướm đêm trong họ Noctuidae.